# 1913-as indianapolisi 500
A 3. alkalommal megrendezett Indianapolisi 500 mérföldes versenyt 1913. május 30-án rendezték meg.

## Futam
| Helyezés | Rajtszám | Versenyző        | Autó            | Autógyár                         | Alváz         | Motor         | Hengerek | Hengerűr-tart. (köbcol / L) | Szín             | Előfutam seb. (mph / km/h) | Rank | Start- pozíció | Vezető körök száma | Lefutott körök száma | Idő                    | Sebesség (mph / km/h) | Eredmény                    | Pénzdíj (USD) |
| -------- | -------- | ---------------- | --------------- | -------------------------------- | ------------- | ------------- | -------- | --------------------------- | ---------------- | -------------------------- | ---- | -------------- | ------------------ | -------------------- | ---------------------- | --------------------- | --------------------------- | ------------- |
| 1        | 16       | Jules Goux       | Peugeot         | Peugeot                          | Peugeot       | Peugeot       | 4        | 448 / 7,34                  | kék / fehér      | 86,03 / 138,45             | 3    | 7              | 138                | 200                  | 6:35:05,00             | 75,933 / 122,202      | célbaért                    | 21 165        |
| 2        | 22       | Spencer Wishart  | Mercer          | Mercer Motors Company            | Mercer        | Mercer        | 4        | 300 / 4,92                  | sárga            | 81,99 / 131,95             | 13   | 19             | 0                  | 200                  | 6:48:13,40 +0:13:08,40 | 73,489 / 118,269      | célbaért                    | 10 165        |
| 3        | 2        | Charlie Merz     | Stutz           | Ideal Motor Car Company          | Stutz         | Wisconsin     | 4        | 400 / 6,55                  | fehér / piros    | 84,46 / 135,93             | 6    | 16             | 0                  | 200                  | 6:48:49,25 +0:13:44,25 | 73,382 / 118,097      | célbaért                    | 5 165         |
| 4        | 9        | Albert Guyot     | Sunbeam         | Sunbeam Motor Car Company        | Sunbeam       | Sunbeam       | 6        | 368 / 6,03                  | szürke           | 80,75 / 129,95             | 18   | 2              | 0                  | 200                  | 7:02:58,95 +0:27:53,95 | 70,925 / 114,143      | célbaért                    | 3 500         |
| 5        | 23       | Theodore Pilette | Mercedes-Knight | E.C. Patterson                   | Mercedes      | Knight        | 4        | 251 / 4,11                  | szürke / fehér   | 75,52 / 129,66             | 27   | 13             | 0                  | 200                  | 7:20:13,00 +0:45:08,00 | 68,148 / 109,674      | célbaért                    | 3 000         |
| 6        | 12       | Howdy Wilcox     | Gray Fox        | Frank Fox                        | Pope-Hartford | Pope-Hartford | 4        | 390 / 6,39                  | szürke           | 81,46 / 131,10             | 15   | 20             | 0                  | 200                  | 7:23:26,55 +0:48:21,55 | 67,653 / 108,877      | célbaért                    | 2 200         |
| 7        | 29       | Ralph Mulford    | Mercedes        | E. J. Schroeder                  | Mercedes      | Mercedes      | 4        | 449 / 7,36                  | szürke           | 80,79 / 130,02             | 17   | 22             | 0                  | 200                  | 7:28:05,50 +0:53:00,50 | 66,951 / 107,747      | célbaért                    | 1 800         |
| 8        | 31       | Louis Disbrow    | Case            | J. I. Case T. M. Company         | Case          | Case          | 4        | 449 / 7,36                  | szürke / piros   | 82,76 / 133,19             | 10   | 23             | 0                  | 200                  | 7:29:09,00 +0:54:04,00 | 66,793 / 107,493      | célbaért                    | 1 600         |
| 9        | 9        | Willie Haupt     | Mason           | Mason Motor Company              | Duesenberg    | Duesenberg    | 4        | 350 / 5,74                  | sötétdrapp       | 80,72 / 129,91             | 19   | 15             | 0                  | 200                  | 7:52:35,10 +1:17:30,10 | 63,481 / 102,163      | célbaért                    | 1 500         |
| 10       | 19       | George Clark     | Tulsa           | Tulsa Auto Manufacturing Company | Tulsa         | Wisconsin     | 4        | 340 / 5,57                  | piros / fekete   | 75,91 / 122,17             | 26   | 27             | 0                  | 200                  | 7:56:14,25 +1:21:09,25 | 62,994 / 101,299      | célbaért                    | 1 400         |
| 11       | 4        | Bob Burman       | Keeton          | Keeton Motor Company             | Keeton        | Wisconsin     | 4        | 449 / 7,36                  | zöld / fehér     | 84,17 / 135,46             | 7    | 21             | 41                 | lekörözték           | lekörözték             | lekörözték            | lekörözték, de célbaért     | 0             |
| 12       | 3        | Gil Anderson     | Stutz           | Ideal Motor Car Company          | Stutz         | Wisconsin     | 4        | 400 / 6,55                  | fehér / piros    | 82,63 / 132,98             | 11   | 14             | 18                 | 187                  | nem ért célba          | nem ért célba         | vezérműtengely fogaskerekek | 0             |
| 13       | 5        | Robert Evans     | Mason           | Mason Motor Company              | Duesenberg    | Duesenberg    | 4        | 350 / 5,74                  | sötétdrapp       | 82,01 / 131,98             | 12   | 4              | 2                  | 158                  | nem ért célba          | nem ért célba         | kuplung                     | 0             |
| 14       | 17       | Billy Liesaw     | Anel            | Will Tompson                     | Buick         | Buick         | 4        | 318 / 5,21                  | narancs / fekete | 78,02 / 125,56             | 22   | 3              | 0                  | 148                  | nem ért célba          | nem ért célba         | laza rudak                  | 0             |
| 15       | 7        | Caleb Bragg      | Mercer          | Mercer Motors Company            | Mercer        | Mercer        | 4        | 424 / 6,95                  | sárga            | 87,34 / 140,56             | 2    | 1              | 1                  | 128                  | nem ért célba          | nem ért célba         | szivattyútengely            | 0             |
| 16       | 10       | Billy Knipper    | Henderson       | Henderson Motor Car Company      | Knipper       | Duesenberg    | 4        | 350 / 5,74                  | azúrkék          | 80,26 / 129,17             | 20   | 11             | 0                  | 125                  | nem ért célba          | nem ért célba         | kuplung                     | 0             |
| 17       | 27       | Teddy Tetzlaff   | Isotta          | Isotta                           | Isotta        | Isotta        | 4        | 444 / 7,28                  | piros / zöld     | 81,30 / 130,84             | 16   | 8              | 0                  | 118                  | nem ért célba          | nem ért célba         | hajtáslánc                  | 0             |
| 18       | 32       | Joe Nikrent      | Case            | J. I. Case T. M. Company         | Case          | Case          | 4        | 449 / 7,36                  | szürke / piros   | 78,89 / 126,96             | 21   | 24             | 0                  | 67                   | nem ért célba          | nem ért célba         | leégett csapágy             | 0             |
| 19       | 6        | Jack Tower       | Mason           | Mason Motor Company              | Duesenberg    | Duesenberg    | 4        | 350 / 5,74                  | sötétdrapp       | 88,23 / 141,99             | 1    | 25             | 0                  | 51                   | nem ért célba          | nem ért célba         | baleset, 1. kör             | 0             |
| 20       | 28       | Vincenzo Trucco  | Isotta          | Isotta                           | Isotta        | Isotta        | 4        | 444 / 4,28                  | piros / zöld     | 81,94 / 131,87             | 14   | 18             | 0                  | 39                   | nem ért célba          | nem ért célba         | laza gáztartály             | 0             |
| 21       | 16       | Harry Endicott   | Nyberg          | Nyberg Auto Company              | Nyberg        | Nyberg        | 6        | 377 / 6,18                  | piros            | 76,35 / 122,87             | 23   | 10             | 0                  | 23                   | nem ért célba          | nem ért célba         | felfüggesztés               | 0             |
| 22       | 29       | Paul Zuccarelli  | Peugeot         | Peugeot                          | Peugeot       | Peugeot       | 4        | 448 / 7,34                  | kék / fehér      | 85,83 / 138,13             | 4    | 26             | 0                  | 18                   | nem ért célba          | nem ért célba         | főcsapágy                   | 0             |
| 23       | 10       | Ralph DePalma    | Mercer          | Mercer Motors Company            | Mercer        | Mercer        | 4        | 340 / 5,57                  | sárga            | 76,30 / 122,79             | 24   | 12             | 0                  | 15                   | nem ért célba          | nem ért célba         | leégett csapágy             | 0             |
| 24       | 26       | Harry Grant      | Isotta          | Isotta                           | Isotta        | Isotta        | 4        | 444 / 4,28                  | piros / zöld     | 75,96 / 122,25             | 25   | 6              | 0                  | 14                   | nem ért célba          | nem ért célba         | gáztartály                  | 0             |
| 25       | 18       | Johnny Jenkins   | Schacht         | Schacht Motor Car Company        | Schacht       | Schacht       | 4        | 299 / 4,90                  | piros / fehér    | 82,84 / 133,32             | 9    | 17             | 0                  | 13                   | nem ért célba          | nem ért célba         | főtengely                   | 0             |
| 26       | 8        | Don Herr         | Stutz           | Ideal Motor Car Company          | Stutz         | Wisconsin     | 4        | 400 / 6,55                  | fehér / piros    | 82,84 / 133,32             | 8    | 5              | 0                  | 7                    | nem ért célba          | nem ért célba         | tengelykapcsoló             | 0             |
| 27       | 33       | Bill Endicott    | Case            | J. I. Case T. M. Co.             | Case          | Case          | 6        | 448 / 7,34                  | szürke / piros   | 85,70 / 137,92             | 5    | 9              | 0                  | 1                    | nem ért célba          | nem ért célba         | kardántengely               | 0             |

## Fordítás
Ez a szócikk részben vagy egészben a 1913_Indianapolis_500 című angol Wikipédia-szócikk fordításán alapul.  Az eredeti cikk szerkesztőit annak laptörténete sorolja fel. Ez a jelzés csupán a megfogalmazás eredetét és a szerzői jogokat jelzi, nem szolgál a cikkben szereplő információk forrásmegjelöléseként.